# L'Homme du Kentucky
Pour plus de détails, voir Fiche technique et Distribution.
L'Homme du Kentucky (titre original : The Kentuckian) est un film américain réalisé par Burt Lancaster, sorti en 1955.

## Synopsis
Originaire du Kentucky, Elias Wakefield se rend au Texas accompagné de son jeune fils, pour y commencer une nouvelle vie. Il est arrêté sans motif par le shérif de Prideville et, talonné par deux frères de la famille Fromes qu’une ancienne rivalité oppose aux Wakefield, s’enfuit grâce à l’aide de Hannah, une servante engagée dont il rachète la liberté. Ils font halte à Humility chez Zack, le frère d’Elias. Afin d’économiser l’argent du bateau à vapeur qui les emmènera au Texas, Elias récolte des coquillages et Hannah travaille dans une taverne.
Elias devient le souffre-douleur de la ville lorsqu’il écrit au président James Monroe, lui demandant s’il souhaite lui acheter une perle trouvée dans une moule d’eau douce. Après une rixe entre son fils et des camarades de classe, déclenchée par des lazzis, il se rapproche de la maîtresse d’école Mademoiselle Susie. Finalement, il parvient à remporter la mise sur un casino flottant, retournant à son avantage sa réputation d’homme des bois crédule contre les aigrefins qui croyaient le rouler. Il met ainsi les rieurs de son côté à Humility mais attise l’hostilité de Stan Bodine, propriétaire de la taverne.
Sous les influences conjuguées de son frère, qui souhaite l’associer à ses affaires, et de Mademoiselle Susie, Elias Wakefield se civilise et réfrène son aspiration à la Frontière. Même s’il a désormais de quoi payer sa place sur le bateau, il envisage de s’installer et d’épouser Susie, au grand désarroi de son fils. Le jour où les Fromes le retrouvent, prévenus par Bodine, Hannah lui sauve une nouvelle fois la vie. Elias décide finalement que son fils et lui iront avec elle au Texas.

## Fiche technique
- Titre : L’Homme du Kentucky
- Titre original : The Kentuckian
- Réalisation : Burt Lancaster
- Scénario : A.B. Guthrie Jr. d'après The Gabriel Horn de Felix Holt
- Musique : Bernard Herrmann
- Photographie : Ernest Laszlo
- Costumes : Norma
- Montage : George E. Luckenbacher
- Producteurs : Harold Hecht, James Hill
- Société de production : United Artists
- Pays d'origine :  États-Unis
- Format : couleurs - 2,35:1
- Genre : western
- Durée : 104 minutes
- Date de sortie : 10 août 1955

## Distribution
- Burt Lancaster  (V.F : Claude Bertrand) : Elias Wakefield, dit « Big Eli »
- John Carradine  (V.F : Abel Jacquin) : Fletcher
- Dianne Foster  (V.F : Françoise Fechter) : Hannah
- John Litel  (V.F : Jean Toulout) : Babson
- Diana Lynn  (V.F : Rolande Forest) : Susie
- Donald MacDonald : « Little Eli » Wakefield
- Walter Matthau (V.F : Stéphane Audel) : Stan Bodine
- John McIntire  (V.F : Pierre Morin) : Zack Wakefield
- Una Merkel  (V.F : Germaine Michel) : Sophie Wakefield
- Edward Norris  (V.F : Raymond Loyer) : croupier sur le bateau
- Rhys Williams : shérif de Prideville
- James Seay  (V.F : André Valmy) : joueur sur le bateau
- Lisa Ferraday (V.F : Florence Arnaud) : joueuse sur le bateau
- Milicent Patrick : joueuse en rouge sur le bateau
- Lee Erikson  (V.F : Christian Fourcade) :	Luke Lester
- Mitchell Kowal  (V.F : Jean Violette) : le postier
- Douglas Spencer et Paul Wexler (V.F : Marcel Painvin) : les frères Fromes
- Will Wright (V.F : Maurice Pierrat) : John Decker
- James Griffith (V.F : Lucien Bryonne) : joueur sur le bateau (non crédité)